# Richard Lynn
Richard Lynn (født 20. februar 1930, død juli 2023) var en britisk professor emeritus i psykologi ved  University of Ulster, der er kendt for sit syn på racemæssige, etniske og nationale forskelle i intelligens.
Lynn blev uddannet på Bristol Grammar School og Kings College, Cambridge i England. Han arbejdede som lektor i psykologi ved University of Exeter, og som professor i psykologi ved Det Økonomiske og Sociale Forskningsinstitut i Dublin, og ved University of Ulster i Coleraine. Han er forfatter eller medforfatter til 11 bøger og mere end 200 tidsskriftartikler. To af hans seneste bøger er om dysgenitik og racehygiejne.